# Sugar Grove (Ohio)
Sugar Grove es una villa ubicada en el condado de Fairfield en el estado estadounidense de Ohio. En el Censo de 2010 tenía una población de 426 habitantes y una densidad poblacional de 546,44 personas por km².

## Geografía
Sugar Grove se encuentra ubicada en las coordenadas 39°37′43″N 82°32′44″O / 39.62861, -82.54556. Según la Oficina del Censo de los Estados Unidos, Sugar Grove tiene una superficie total de 0.78 km², de la cual 0.75 km² corresponden a tierra firme y (3.99%) 0.03 km² es agua.

## Demografía
Según el censo de 2010, había 426 personas residiendo en Sugar Grove. La densidad de población era de 546,44 hab./km². De los 426 habitantes, Sugar Grove estaba compuesto por el 98.12% blancos, el 0% eran afroamericanos, el 1.41% eran amerindios, el 0% eran asiáticos, el 0% eran isleños del Pacífico, el 0% eran de otras razas y el 0.47% pertenecían a dos o más razas. Del total de la población el 0.47% eran hispanos o latinos de cualquier raza.